# أرييل لوسيرو
أرييل لوسيرو (بالإسبانية: Ariel Lucero)‏ هو لاعب كرة قدم أرجنتيني في مركز الوسط، ولد في 16 أبريل 1999 في بوينس آيرس في الأرجنتين. لعب مع نادي أتليتكو للبنين ‏.

## وصلات خارجية
- أرييل لوسيرو على موقع قاعدة بيانات كرة القدم.إي يو (الإنجليزية)
- أرييل لوسيرو على موقع Soccerway.com (الإنجليزية)